# Maxime Pellegrims
Maxime Pellegrims (* 8. Januar 1993 in Antwerpen) ist ein belgischer Eishockeyspieler, der seit 2017 bei den Eaters Geleen in der belgisch-niederländischen BeNe League unter Vertrag steht. Sein Onkel Mike war ebenfalls belgischer Nationalspieler.

## Karriere
Maxime Pellegrims stammt aus der Jugendabteilung der Düsseldorfer EG, für die er eineinhalb Jahre in der Deutschen Nachwuchsliga spielte. Inmitten der Spielzeit 2009/10 wechselte er in seine Geburtsstadt Antwerpen zu den Phantoms Antwerp in die belgische Ehrendivision. 2013 ging er zum Ligakonkurrenten und aktuellen belgischen Landesmeister IHC Leuven, mit dem er allerdings bereits im Playoff-Halbfinale an den White Caps Turnhout scheiterte. Daraufhin verließ er Leuven bereits nach einem Jahr und schloss sich dem HYC Herentals, dem derzeit stärksten belgischen Club, an, für den er in der Ehrendivision des Nachbarlandes Niederlande auf dem Eis stand. Aber bereits nach einem Jahr kehrte er nach Leuven zurück und spielte die beiden folgenden Jahre mit dem Klub in der neugegründeten belgisch-niederländischen BeNe League. 2017 wechselte er zum Ligakonkurrenten Eaters Geleen.

### International
Für Belgien nahm Pellegrims im Juniorenbereich an der U18-Weltmeisterschaft 2011, als er zum besten Spieler seiner Mannschaft gewählt wurde, und den U20-Weltmeisterschaften 2010, 2011 und 2012 jeweils in der Division II teil. Bei der U18-WM 2011 und der U20-WM 2012 fungierte er jeweils als Mannschaftskapitän des belgischen Nachwuchses.
Für die Herren-Nationalmannschaft spielte Pellegrims erstmals bei der Weltmeisterschaft 2014 in der Division II und wurde sofort zum besten Spieler seiner Mannschaft gewählt. Auch 2015, 2016, als er erneut zum besten Spieler der belgischen Auswahl gewählt wurde, 2017 und 2018 spielte er mit Belgien in der Division II.

## Statistik
(Stand: Ende der Spielzeit 2017/18)